# Erembodegem (stacja kolejowa)
Erembodegem (niderl. Station Erembodegem) – stacja kolejowa w Erembodegem (część gminy Aalst), w prowincji Flandria Wschodnia, w Belgii. Znajduje się na linii 50 Bruksela – Gandawa i 53 Schellebelle – Leuven.

## Linie kolejowe
- Linia 50 Bruksela – Gandawa

## Połączenia

### Codzienne
| Typ pociągu | Trasa                                            | Częstotliwość                  |
| ----------- | ------------------------------------------------ | ------------------------------ |
| IC 29       | Landen – Bruksela – Gent-Sint-Pieters – De Panne | w tygodniu: 1x/h Weekend: 1x/h |
| S10         | Dendermonde – Bruksela- Aalst                    | 1x/h                           |

### W tygodniu
| Typ pociągu | Trasa             | Częstotliwość                                      |
| ----------- | ----------------- | -------------------------------------------------- |
| S4          | Aalst – Vilvoorde | 1xh, ograniczone do Merode poza godzinami szczytu. |

Weekend
| Typ pociągu | Trasa                                           | Częstotliwość |
| ----------- | ----------------------------------------------- | ------------- |
| IC 29       | Leuven – Bruksela- Gent-Sint-Pieters – De Panne | 1x/h          |